# Riwetho

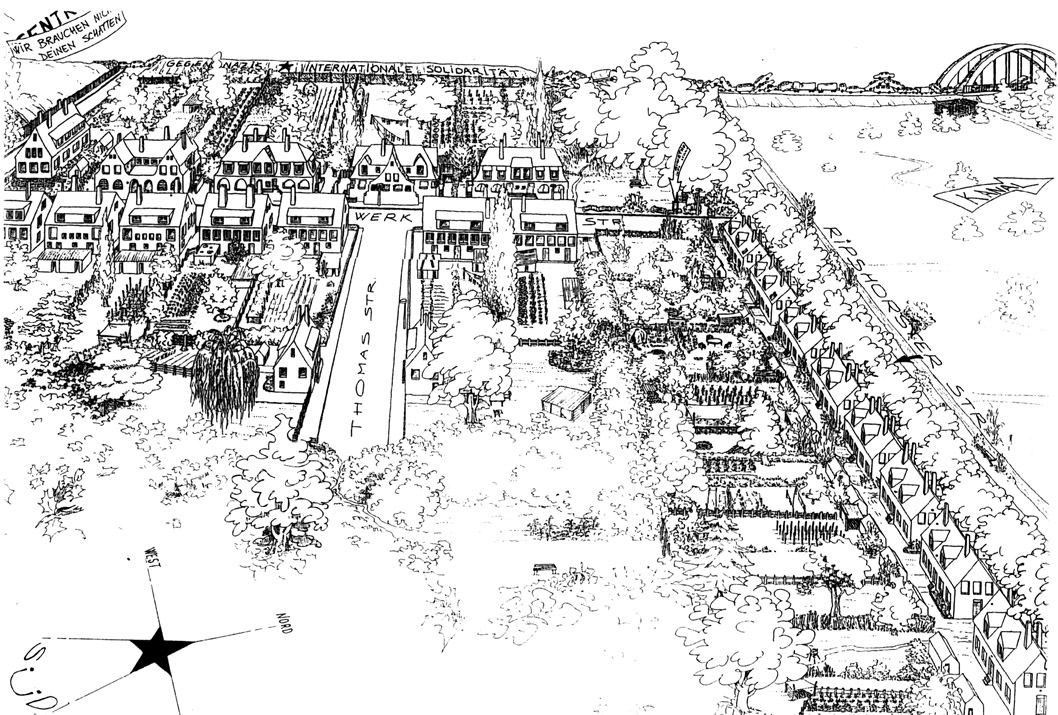
Zeichnung „Siedlung Ripshorster Straße“, Manuel "Lin" Barneto

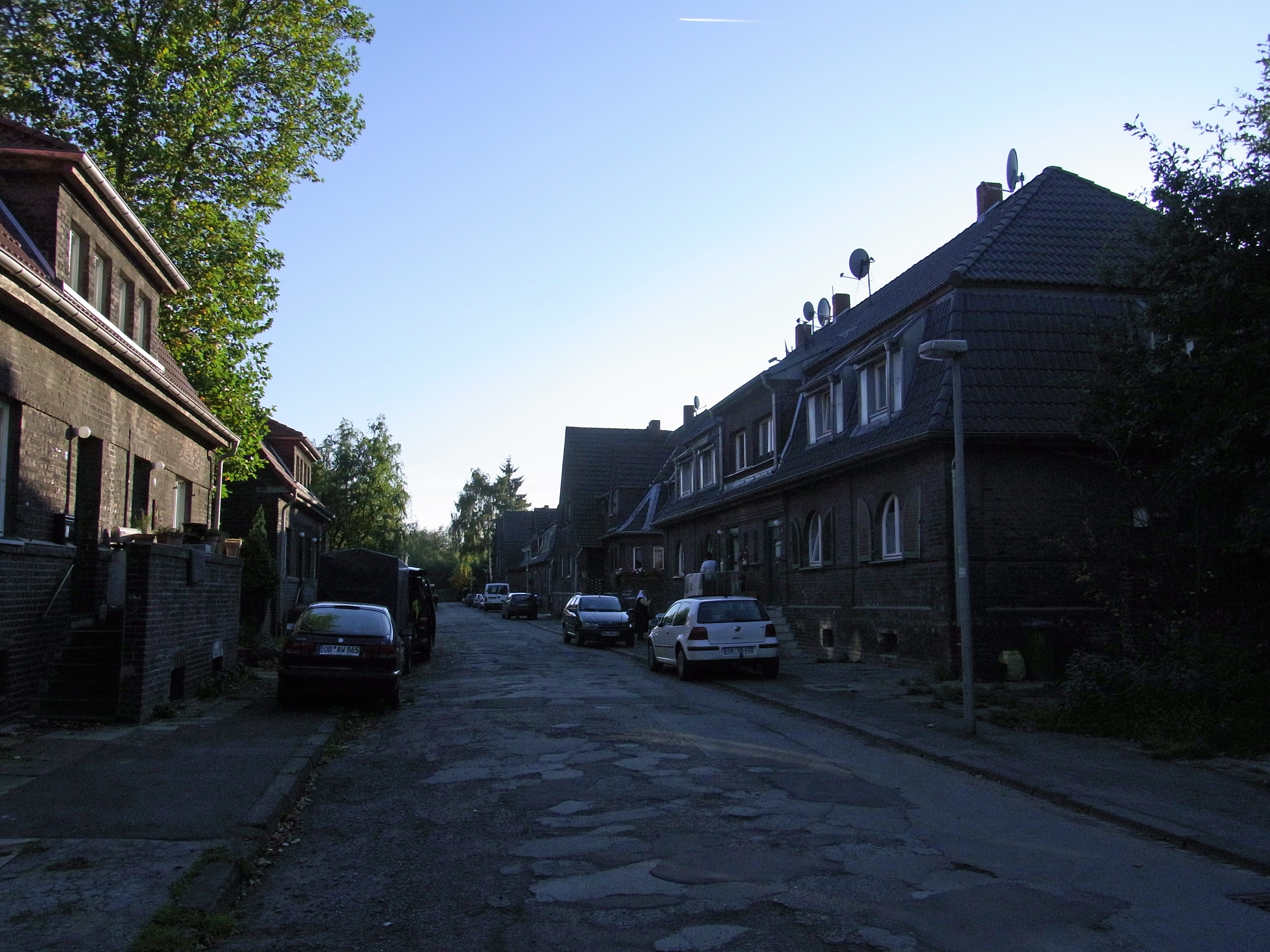
Blick in die Werkstraße (2010)

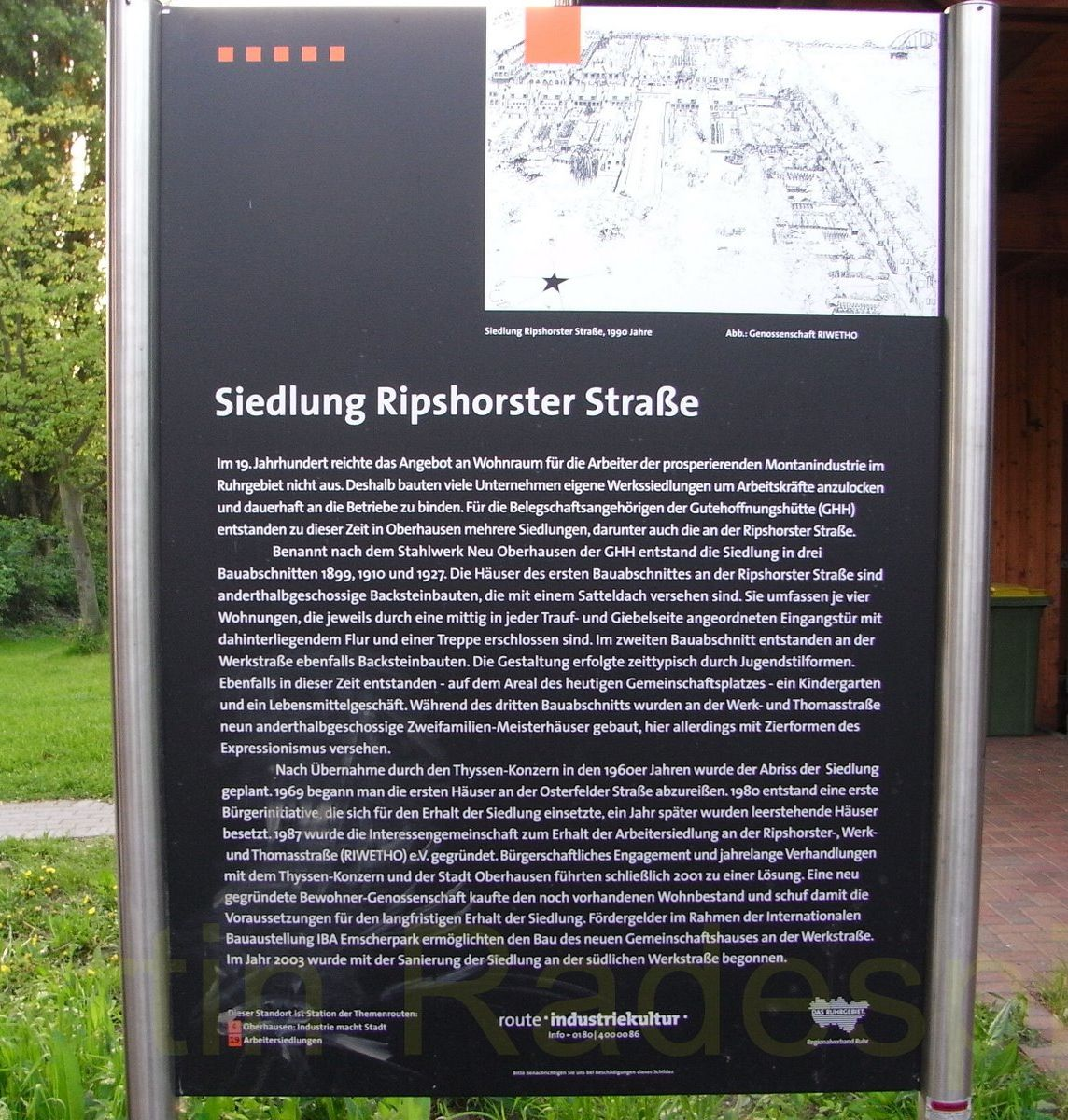
Infotafel „Route der Industriekultur“

Kleinkindschule Siedlung „Neu Oberhausen“ ca. 1912

Riwetho eG – Genossenschaft für selbstverwaltetes, multikulturelles, soziales und ökologisches Wohnen ist eine standortgebundene Wohnungsbaugenossenschaft in Oberhausen. Sie ist 1998 aus einer Bewohnerinitiative zum Kauf der abrissbedrohten Siedlung „Ripshorster Straße“ der Thyssen AG am Rande der  Neuen Mitte Oberhausen hervorgegangen und versteht sich als Bewohnergenossenschaft und Modell einer selbstverwalteten Wohnsiedlung. Riwetho ist unter GnR 253 im Handels- und Genossenschaftsregister des Amtsgerichts Duisburg eingetragen. Neben der obligatorischen Mitgliedschaft in einem Prüfungsverband bestehen Mitgliedschaften im Verband der Wohnungs- und Immobilienwirtschaft Rheinland Westfalen und im Wohnbund. 

## Wohnungsbestand
Der Wohnungsbestand der Genossenschaft besteht aus der zwischen Neue Mitte Oberhausen, Rhein-Herne-Kanal und Haus Ripshorst gelegenen Siedlung „Ripshorster Straße“, intern auch „Ripse“ genannt, und umfasst 22 Häuser mit 68 Wohnungen. Es ist der erhalten gebliebene Wohnungsbestand der ehemaligen Werkssiedlung „Neu Oberhausen“, die in Bauabschnitten 1889, 1910 und 1927 für Angehörige des Stahl- und Walzwerks „Neu Oberhausen“ der Gutehoffnungshütte (GHH) errichtet wurde. Die ursprüngliche Planung der Erstellung von Bürgerhaus und Konsumanstalt wurde aufgrund der Weltwirtschaftskrise nicht mehr verwirklicht. Nach dem Zweiten Weltkrieg wurden zerstörte oder beschädigte Häuser wieder aufgebaut, nicht aber die Gemeinschaftseinrichtungen Kleinkindschule (Bruno Möhring) und der Lebensmittelladen. Den Abrissplänen der späteren Eigentümerin Thyssen AG fielen 1969 die acht Häuser an der Osterfelder Straße zum Opfer. 
Zu Beginn der ersten Bauphase wurden Grundrisse der Siedlung und der Häuser auf der Weltausstellung Paris 1889 präsentiert. Alle Häuser sind entsprechend der Bauabschnitte in die Liste der Baudenkmäler in Oberhausen eingetragen. Die Siedlung „Ripshorster Straße“ ist Bestandteil der Route der Industriekultur und darin Station der Themenrouten Oberhausen: Industrie macht Stadt und zusammen mit den GHH-Siedlungen Eisenheim, Stemmersberg und Grafenbusch Station der Themenroute  Arbeitersiedlungen.
Das Siedlungsbild diente schon mehrmals als Filmkulisse. Das ZDF drehte 1982 aufgrund des seinerzeit noch anzutreffenden Originalzustands der Siedlung den 13-Teiler Die Pawlaks – Eine Geschichte aus dem Ruhrgebiet. Für Sönke Wortmanns Das Wunder von Bern wurde die Werkstraße 2002 als Filmkulisse hergerichtet. Der Film erinnert an den sensationellen Sieg der deutschen Fußballnationalmannschaft bei der Fußballweltmeisterschaft 1954 und zeichnet zugleich das Porträt einer Familie im Nachkriegsdeutschland.

## Genossenschaftsgründung
Die Thyssen AG übernahm 1968 die Aktienmehrheit an der Hüttenwerke Oberhausen AG, dem Stammwerk der GHH, und betrieb den Abriss der Siedlung. Frei werdende Wohnungen wurden nicht mehr vermietet. 1980 entstand eine Bewohnerinitiative aus ehemaligen Werksangehörigen und zugezogenen Studenten, die sich für den Erhalt einsetzte und leer stehende Siedlungshäuser besetzte. Jahrelange, wechselvolle Verhandlungen mit Thyssen und der Stadt Oberhausen führten schließlich 1998 zur Genossenschaftsgründung und 2001 zu einer Einigung. Die Bewohnergenossenschaft Riwetho eG kaufte die Siedlung und verpflichtete sich als Eigenleistung zur Modernisierung der Siedlungshäuser und Sanierung der Siedlungsstraßen sowie von Versorgungsleitungen. Die denkmalgerechte, öffentliche geförderte Modernisierung der Häuser steht vor dem Abschluss. Durch fachlich angeleitete Selbsthilfeleistungen der Bewohner konnten die Mieten weiterhin niedrig gehalten werden.
Die Namensbezeichnung „Riwetho“ ist abgeleitet aus den Anfangsbuchstaben der drei Siedlungsstraßen Ripshorster Straße, Werk- und Thomasstraße. Die sprachliche Nähe zur ehemaligen südafrikanischen Township Soweto ist beabsichtigt.

## Verein und Gemeinschaftshaus
Der Verein „Riwetho e. V. – Interessengemeinschaft zum Erhalt der Arbeitersiedlung Ripshorster-, Werk- und Thomasstraße“ wurde 1987 gegründet. Der Antrag des Vereins an die Internationale Bauausstellung Emscherpark (1989–1999), die Siedlung als innovatives Wohnprojekt mit sozialen, kulturellen und ökologischen Ansätzen zu fördern und damit zu ihrem Erhalt beizutragen, wurde nicht angenommen. Gegen Ende der IBA Emscherpark konnte aber im Rahmen des Projektaufrufs „Initiative ergreifen“ der Bau eines barrierefreien Gemeinschaftshauses auf dem Grundstück des früheren Kindergartens und Lebensmittelladens in der Werkstraße begonnen werden, das nach Fertigstellung 2003 vom Bewohnerverein bewirtschaftet wird.